# Complainte de Troyes
 (avril 2017).
Si vous disposez d'ouvrages ou d'articles de référence ou si vous connaissez des sites web de qualité traitant du thème abordé ici, merci de compléter l'article en donnant les références utiles à sa vérifiabilité et en les liant à la section « Notes et références ».

La Complainte de Troyes est une élégie française médiévale anonyme, relatant la mort sur le bûcher (autodafé) de treize Juifs le vendredi saint 24 avril 1288  à Troyes. Elle est transcrite en caractères hébraïques et accompagnée d'une seliha composée en hébreu à partir du texte primitif.

## Description
Ces textes qui se trouvent dans la bibliothèque du Vatican ont été signalés plusieurs fois avant d'être redécouvert par Adolf Neubauer alors qu'il était charge par la commission de l'Histoire littéraire de la France du soin de recueillir en Italie les documents relatifs à l'histoire des rabbins français du XIVe siècle. En plus de leur publication dans le tome XXVIIe par Ernest Renan, les textes qui avaient été communiqués au philologue Arsène Darmesteter ont fait l'objet en 1881 d'une publication avec commentaire dans la Revue des études juives sous le titre « L'autodafé de Troyes ».
Selon les remarques de Darmesteter, la complainte est écrite en français du XIIIe siècle, plus exactement en dialecte champenois de la région Troyes, puis transcrite en caractères hébraïques pour des lecteurs ne connaissant pas l'alphabet latin. Le texte se compose de dix-sept quatrains monorimes. Ce n'est pas le texte primitif mais, compte tenu des fautes et de l'écriture, le résultat de plusieurs copies successives dérivées d'un texte, écrit une quarantaine d'années après les événements (au début du XIVe siècle) par un rabbin de l'Est sans doute lorrain. Le texte français original devait être en alexandrins.
La Seliha comporte l'indication d'un auteur, Jacob ben Juda de « Lotra », et d'un air. Comme la plupart des poésies juives du Moyen Âge, elle est composée en centons. Elle suit d'assez près le texte français, en étant beaucoup moins détaillée et précise. Elle a pu être écrite après le dernier bannissement des Juifs par Philippe le Bel en 1306.
Darmesteter donne le texte de deux autres selihot composées postérieurement sur le même événement, mais encore moins précises, l'une plus lyrique avec des éléments de lamentations et d'invocations, l'autre plus obscure et plus sentencieuse.
Les deux premiers textes décrivent chacune des victimes, les conditions de son martyre, sa piété et sa fidélité à la foi juive. On connaît leurs noms. Isaac Chatelain, sa femme, ses fils et sa belle-fille ; Samson, son gendre ; Salomon ou Salmin, fils de Phebus, receveur ; Simon, le scribe et le chantre, de Châtillon (Marne) ; Baruch Tob Elem ou Biendit Bonfils, d'Avirey (Aube), qui blâma le bourreau ; le rabbin Colon (ou Yona) Isaac ; Haim de Chaource (Aube), et Haim, le maître chirurgien de Briennon (Yonne).
Le texte français rapporte que les Juifs sont suppliciés parce qu'ils refusent de se convertir, et ils sont présentés comme le fait l'hagiographie des martyrs chrétiens. Il n'est fait mention dans aucun des textes d'autres circonstances ou griefs éventuels.
Les circonstances sont obscures. Selon une notice d’Eliakim Carmoly intitulée  « Un auto-da-fé à Troyes en 1288 », publiée dans l'Annuaire israélite de Créhange de 1855-1856, on accusait d'une façon générale les Juifs d'égorger les chrétiens, de tuer leurs enfants pour recueillir le sang, mais il ne semble pas savoir les raisons de cette condamnation.
En 1288, la Champagne était réunie depuis quatre ans à la couronne de France. Dans une épave du registre des comptes du roi Philippe le Bel en Champagne en 1288 depuis le 18 juillet jusqu'au mois de janvier suivant, on retrouve un détail des recettes du bailli de Troyes où figurent :
- «À Troyes:
  - Loyer des maisons qui furent celles de Haquin (Isaaquin) Chastelein, justicié, en la Juiverie (...)
  - (Vente) d'une vache et d'un vel qui se trouvait dans la maison dudit Haquin;
  - Des bien smeubles de Haquin Chastelain et des autres Juifs de Troie justiciés
- À Chaource et Estounvy:
  - Des biens de Haguin, le Juif justicié à Troyes
- Despens en ladite baillie
  - À Rénier de La Bele, bailli de Troie, pour ses gages en ladite baillie ... et pour ses dépens à Paris au allement ? de la Pentecôte et de la Toussaint.
  - Et pour les dépens à Robert Chenonel et Baudoin de Senlis à Troie, pour garder et exploiter les biens des Juifs justiciés; et pour abattre la maison Haquin Chastelein; et pour garder les biens Hagin de Chaource, les mener à Troie et pour louer l'hôtel où il demeurait. »

Les documents royaux relatifs aux Grands jours de Troie de 1788 (janvier-juin) auxquels, dit Darmeister, font allusion çà et là à ces mêmes comptes, ont disparu dans l'incendie de la Cour des comptes en 1727.
Darmesteter s'appuie sur un autre document, les Selihot de Meïr ben Eliav et de Salomon Simcha, qui donnent une autre version de cette histoire. Pour eux, les causes furent le fanatisme religieux et la jalousie. D'autant plus que la communauté juive de Troyes était florissante et qu'à se tête se trouvaient comme notables et riches propriétaires Haquin Châtelain et Hagin, de Chaource. Un complot fut ourdis par un homme pervers, sorti de la maison de Jekkomèn. Un cadavre fut découvert chez Haquin Chastelain en mars 1288, la foule des chrétiens s'ameute, sa maison est pillée, il est arrêté avec sa femme, ses deux enfants et sa bru. Rapidement, treize juifs qui sont tous riches, mais qui habitant diverses paroisses de la région, se retrouvent arrêtés. Ils monteront au bûcher le 24 avril 1288.
Darmesteter déduit, du fait qu'un Franciscain assiste à l'exécution et requiert le rabbin Isaac de se convertir au christianisme, que le tribunal est ecclésiastique, et que par conséquent c'est l'Inquisition. Dans toutes les condamnations à mort, il y avait un ecclésiastique chargé d'amender et de convertir le condamné, quelle que soit la cause. L'organisation judiciaire du temps, la mention des diligences et des gages du bailli et d'autres officiers, les peines de confiscation et d'abattement de maison qui sont mentionnées dans le registre des comptes du roi, et surtout l'évocation des Grands jours de Troie indiquent que la cause, la procédure et le tribunal sont incontestablement royaux. En tant qu'étrangers privilégiés, les Juifs dépendaient toujours des juridictions royales et jamais des juridictions locales. À défaut de preuve d'un abus de pouvoir d'un tribunal ecclésiastique pour condamner des juifs, la note additionnelle de Darmesteter indique les mobiles possibles compte tenu de la situation de fort endettement des ordres religieux à l'égard des juifs en Champagne à cette époque.
Dans une séance solennelle du parlement de Paris tenue le lundi de la Pentecôte, 17 mai 1288, Philippe IV le Bel a interdit « aux pères et frères de tous ordres de poursuivre aucun Juif du royaume de France, sans information spéciale faite par le bailli ou le sénéchal, et seulement sur de faits clairs et patents et qui ressortent à leur juridiction religieuse, selon la forme du mandement apostolique ».
Philippe Bourdrel dans les pages qu'il a consacré à la Complainte de Troyes conclut : « Ces manières d'agir contre les Juifs sont parfaitement conciliables avec les méthodes du roi lui-même »